# Bukkasagara, Hospet
Bukkasagara là một làng thuộc tehsil Hospet, huyện Bellary, bang Karnataka, Ấn Độ.